# 当真ゆき
当真 ゆき（とうま ゆき、1985年2月14日-)は、日本のAV女優、グラビアモデル。

## 人物
格闘技団体「DEMOLITION」のラウンドガールとしても活躍した。当真ゆき名義で活動する前は、桜井マミとして活動していた。
初体験は12歳のとき。
エスワン時代には1983年3月15日生まれ、身長161cm、3サイズはB92（Fカップ）、W60 、H86のプロフィールで活動していた。
2011年10月1日ワンズファクトリーより4年ぶりにAV復帰した。
初体験から7年後にプライベートで初めて潮吹きを経験している。毎回コップ1杯分くらいの潮を吹くという。
2020年6月、自身と実娘との関係が寺井広樹著『AV女優の家族』（光文社）で取材され取り上げられた。この時点で20歳の娘がいること、18歳で出産、シングルマザーとして娘を養うために新潟から上京しデビューに至った経歴などを同書で初めてカミングアウトした。また同書では娘と取材に同席している。

## 出演作品

### イメージビデオ
- DEMOLITION 当真ゆき（2004年6月、バウハウス）
- 当真ゆき 愛 LOVE 優（2005年5月、ぶんか社）

### アダルトビデオ

#### 桜井マミ 名義
- エイティーンLOVE vol.5（2003年12月12日、レイジングカンパニー）他出演:新堂真美、楠木さやか、山田加奈、森下由希、松橋しおり
- 誘乳お姉さん 240min SP（2004年4月16日、デジタルバンク）他出演:近藤れいな、響アイ、青木理沙、青山るみ、緒方明日美、相原みなみ
- 巨乳スチュワーデス4人のレイプ事件（2004年9月24日、KTファクトリー）他出演:木村ももか、久米かおる、三浦あいら
- 裸のメッセージ 憧れのミスキャンパスメモリーズ5（2004年11月14日、KTファクトリー）他出演:相原みなみ、青山るみ

以下発売日不明
- 兄嫁がオナニーしててもうガマンできない 5（KTファクトリー）他出演:久米かおる、木村ももか、三浦あいら
- Tバックアスリート 完全版 弾けるピチピチお尻に飛び散る汗!!（イマージュ）他出演:五十嵐美雪、池田こづえ、石田あこ、香取由奈、桜田さくら、沢口樹里亜、七海りあ（黒澤まりあ）、藤本瞳、桃香（近藤あずさ）

#### 当真ゆき 名義
撮りおろし作品
2004年
- 着エロ!!（9月30日 VHS 、VIP）
- 着エロ!! ROUND-2（10月23日 VHS 、VIP）
- 着エロ!! The Fetish（11月23日 VHS 、VIP）
- 着エロ!! 完全版 当真ゆき（11月26日 DVD 、VIP）
- 着エロ!! ROUND-2 完全版（12月17日 DVD 、VIP）
- 着エロ!! The REAL（12月24日 VHS 、VIP）

2005年
- 着エロ!! The Fetish 完全版（1月14日 DVD 、VIP）
- 着エロ!! @hospital（1月24日 VHS 、VIP）
- 解禁（2月21日 VHS 、VIP）
- 着エロ!! The REAL 完全版（2月25日 DVD 、VIP）
- 新任女教師（3月24日 VHS 、VIP）
- 着エロ!! @hospital 完全版（3月25日 DVD 、VIP）
- もしも当真ゆきが風俗嬢だったら…（4月22日 VHS 、VIP）
- 解禁 完全版（4月29日 DVD 、VIP）
- 絶対服従メイド美姉妹 当真ゆき & 桃瀬あいか（5月24日 VHS 、VIP）共演:桃瀬あいか
- 新任女教師 完全版（5月27日 DVD 、VIP）
- 絶対服従メイド美姉妹 当真ゆき & 桃瀬あいか 完全版（2005年6月17日 DVD 、VIP）共演:桃瀬あいか
- 罪と罰（6月23日 レンタルDVD 、VIP）
- 絶対服従メイド美姉妹 桃瀬あいか with 当真ゆき（6月23日 レンタルDVD 、VIP）共演:桃瀬あいか
- 罪と罰 完全版（7月15日 DVD 、VIP）
- セル初×ギリギリモザイク（7月19日 VHS / DVD 、S1 NO.1STYLE）
- ギリギリモザイク おまんこスペシャル（8月19日 DVD 、S1 NO.1STYLE）
- もしも当真ゆきが風俗嬢だったら… 完全版（8月26日 DVD 、VIP）
- ギリギリモザイク あなたのオナニーのために（9月19日 DVD 、S1 NO.1STYLE）
- ギリギリモザイク 男子全員ズボンを脱ぎなさい!（10月7日 DVD 、S1 NO.1STYLE）
- ギリギリモザイク 誘惑セクシーコスFUCK（11月19日 DVD 、S1 NO.1STYLE）
- ギリギリモザイク 風俗パラダイス（12月19日 DVD 、S1 NO.1STYLE）共演:花野真衣、小泉ゆうか

2006年
- ギリギリモザイク 完全拘束FUCK!（1月7日 DVD 、S1 NO.1STYLE）
- M.V.P.2005 メモリアル・ビップ・プリンセス（1月24日 レンタルDVD 、VIP）
- ギリギリモザイク バコバコ乱交 4（2月19日 DVD 、S1 NO.1STYLE）
- ハイパーデジタルモザイクVol.21（3月13日 DVD 、MOODYZ）
- 美人妻の性欲（4月1日 DVD 、MOODYZ）
- Ｗ痴女スナイパー 当真ゆき/小森美樹（5月1日 DVD 、MOODYZ）共演:小森美樹
- ドリームアイドル6（6月13日 DVD 、MOODYZ）
- 痴漢犯罪6現場（7月13日 DVD 、MOODYZ）
- 最高のオナニーのために（8月1日 DVD 、MOODYZ）
- ギリギリモザイク 無限バコバコ 8（8月19日 DVD 、S1 NO.1STYLE）
- 絶頂地獄（9月13日 DVD 、MOODYZ）
- ギリギリモザイク 大洪水!イキまくり潮吹き大乱交（10月19日 DVD 、S1 NO.1 STYLE）共演:米倉夏弥、花野真衣
- ギリギリモザイク イヤラしい痴女 4（11月7日 DVD 、S1 NO.1 STYLE）
- ギリギリモザイク バコバコ大乱交3（12月19日 DVD 、S1 NO.1 STYLE）共演:花野真衣、仲村りお

2007年
- 無限中出しspecial（1月1日 DVD 、MOODYZ）
- 極 本番 当真ゆき（1月5日 DVD 、GLAY'z）
- 監禁薬漬け 淫乱奴隷の強制快楽（2月7日 DVD 、アタッカーズ）
- 特命女捜査官 陵辱の罠（4月5日 DVD 、ヒビノ）
- 夫の目の前で犯されて- 義弟の罠（4月7日 DVD 、アタッカーズ）
- 女スパイVS女捜査官 陵辱中出し＆陵辱レズ・エステの秘密を守れ （5月3日 DVD、ヒビノ）共演:花野真衣、立花里子 ※AV OPEN 2007エントリー作品
- 元祖芸能人当真ゆき引退作品 ラストサプライズin沖縄（6月7日 DVD 、ヒビノ）
- 美麗女医緊縛 恥辱なる性癖（7月7日 DVD 、アタッカーズ）
- revenge&grudge 怨讐のシナリオ （8月7日 DVD 、アタッカーズ）共演:美神ルナ、桜田さくら
- 会員制秘密倶楽部 南青山娼婦館 堕落した偏愛女教師 （9月7日 DVD 、アタッカーズ）
- 巨乳捜査官アクションレイプ 正義なる鼓動 （10月7日 DVD 、アタッカーズ）共演:さくらりこ

2011年
- 衝撃の復活!当真ゆき 美しき肉食ボディコン痴女（10月1日、ワンズファクトリー）
- ハメ狂い4本番（11月1日、ワンズファクトリー）
- 近親相姦 お義母さんは三十路肉食系（12月1日、ワンズファクトリー）

2012年
- ザーメン中毒痴女教師 搾精ぶっかけ37連発（1月1日、ワンズファクトリー）
- 女スパイ 美しき肉食ザーメン泥棒（2月1日、ワンズファクトリー）
- 奴隷ソープに堕とされた人妻6（3月7日、アタッカーズ）
- 奴隷色のステージ22（4月7日、アタッカーズ）共演:妃乃ひかり、瀬戸りょう
- 新陵辱女教師 犯され媚薬を塗られ生徒の前で羞恥に堪えるが雌豚と呼ばれるまで堕ちてゆく女教師（4月21日、ヒビノ）
- 剣道教師（5月7日、アタッカーズ）
- イグイグ大乱交（5月19日、乱丸）共演:星野あかり、澤村レイコ
- 男根に罰せられた女（6月7日、アタッカーズ）
- 接吻とレズと乱交～一つ屋根の下の変態姉妹～（6月25日、美）共演:水城奈緒
- 義姉妹レズビアン（6月25日、マドンナ）
- 即ハメ公衆便女教師（7月20日、ワープエンタテインメント）
- 幻母 完璧肉体淫母、貪欲中出し交尾（8月1日、VENUS）
- あなた、許して…。-濡れた再会-（8月7日、アタッカーズ）
- エクササイズボディ Ver.1（8月13日、AVS collector’s）
- 囚われた貴婦人の悲劇（9月7日、アタッカーズ）共演:澤村レイコ
- ゆるレズ 飲み会終わりのお泊り女子会 〜ウチらガチなかよし〜（9月19日、ゆり★ゆり）共演:深田梨菜
- 「熟女の口はもっと嘘をつく。」 熟雌女anthology ＃085（9月21日、アウダースジャパン）
- 快楽悩殺的痴女遊戯 第十三章（9月25日、AVS collector’s）
- 近親［催眠］相姦 いんらん覚醒母（10月1日、VENUS）
- 義父を爱してしまった人妻 当真ゆき(10月12日、KMP(マダムス)）
- 真・極限催眠 W美巨乳略奪愛Fカップ92対決（10月13日、セレブの友）共演:深田梨菜
- キメセクしよ（10月19日、ドグマ）
- 非日常的悶絶遊戯 出張マッサージ師、ゆきの場合（10月25日、AVS collector’s）
- イケナイゆき先生のムッチムチ肉感授業（11月1日、Fitch）
- 淫語中出しソープ 31（11月25日、AVS collector’s）
- 犯された人妻コンビニ店長 〜売上げと引き換えに弄ばれた身体〜（11月25日、マドンナ）
- 野外人妻羞恥 14（12月7日、映天）
- 女王様は当真ゆき（12月13日、AVS collector’s）

2013年
- 初パイパン解禁共演!! パイパン村 呪われた毛剃られ四姉妹（1月7日、マドンナ）共演:愛咲れいら、横山みれい、柳田やよい
- 肉体の宴（1月25日、AVS collector’s）
- 日常的猥褻セクハラ劇場 第三章（2月25日、AVS collector’s）
- 咥えこんだらイクまで離さない すっぽんフェラ（3月15日、OFFICE K’S）共演:深田梨菜、岩佐あゆみ、武井麻希、高沢沙耶、松本まりな
- 肉便器アナル調教 〜前は夫に、後ろは義父に…〜（3月25日、マドンナ）
- ガニ股フェラ（4月5日、OFFICE K’S）共演:武井麻希、 Sumire、深田梨菜、波多野結衣、岩佐あゆみ
- 爆乳小便まみれ大乱交（4月25日、オペラ）共演:美月優芽、深田梨菜
- エスカレートしすぎる熟女5人、あなたの自宅に突撃訪問。4（5月1日、プレステージ）共演:三浦恵理子、平山こずえ、吉野艶子、志保
- 汚臭責め（5月3日、OFFICE K’S）共演:琥珀うた、瀬名あゆむ、早瀬ありす、吉見りいな、星崎亜耶
- 熟女肉感キング 風船クラブ原作 勃起する母、濡れる息子 「ム・レ・マ・マ」&「熟恋」の2作品を完全収録!!（5月7日、マドンナ）共演:村上涼子、七瀬ゆい
- ダイ●ンフェラ（5月17日、OFFICE K’S）共演:松すみれ、ありさ、あずみ恋、琥珀うた
- ねっとり爆乳淫語（6月1日、Fitch）共演:村上涼子、星野来夢、桃華マリエ、寺島志保、石川しずか
- 放尿、潮吹き、大失禁。（6月7日、プレミアム）

総集編
- 当真ゆき The Best 4時間（2005年10月21日 DVD / 11月23日 レンタル）
- THE BEST OF 当真ゆき（2008年3月7日、アタッカーズ）
- the best 当真ゆき 未公開映像含む（2012年5月1日、ワンズファクトリー）

## 書籍

### 写真集
- DEMOLITION 当真ゆき写真集（2004年6月、バウハウス）
- ANYTHING FOR YOU 当真ゆき DVD+写真集（2005年3月、バウハウス）
- Yuki Touma ETERNAL SWEET（2005年5月27日、ぶんか社）

### デジタル写真集
- BAUHAUSアイドルBOOK 当真ゆき DEEP
- STARCATSデジタルPHOTOS 当真ゆき On #1
- STARCATSデジタルPHOTOS 当真ゆき On #2

### 書籍
- AV女優の家族（2020年6月17日、寺井広樹著、光文社、ISBN 978-4-334-04480-0）インタビュー集